# Sjöboviken (naturreservat)
Sjöboviken är ett kommunalt naturreservat i Oskarshamns kommun i Kalmar län.
Området är naturskyddat sedan 2011 och är 41 hektar stort. Reservatet består av ädellövskogar, tallskogar, våtmarker och öppna marker.